# Уилкинс, Уильям (политик)
Уильям Уилкинс (англ. William Wilkins; 20 декабря 1779, Карлайл, штат Пенсильвания — 23 июня 1865, Питтсбург, штат Пенсильвания) — американский политический деятель. Представлял штат Пенсильвания в обеих палатах Конгресса США, сначала в сенате 1831—1834, а затем в Палате представителей 1843—1844. Занимал пост военного министра США в 1844—1845 годах.
Уилкинс учился в Dickinson College. Он начал в 1801 году свою карьеру в качестве юриста в Питтсбурге. Он работал в качестве судьи 1821—1831. В 1828 году Уильям Уилкинс был избран в Палату представителей США, но ушел в отставку, прежде чем успел официально занять должность конгрессмена.
Уилкинс в 1831 году сменил Уильяма Маркса на посту сенатора от штата Пенсильвания. Ушел в отставку в 1834 году, чтобы занять пост посла США в России. Он вернулся в следующем году в США. Он был в 1842 году избран в Палату представителей ещё раз. Он вступил в должность, но на этот раз уже ушел в отставку в 1844 году, чтобы занять пост военного министра, на котором находился до конца срока полномочий президента Джона Тайлера.
Уильям Уилкинс похоронен на кладбище Homewood в Wilkinsburg, городе, который был назван в его честь.